# Loud Like Love (Placebo album)
Loud Like Love is het zevende studioalbum van de rockband Placebo. Het werd uitgebracht in 2013 en voorafgegaan door de eerste single "Too Many Friends". Het titelnummer "Loud Like Love" was de tweede single die werd uitgebracht.

## Lijst van nummers
1. Loud Like Love - 4:51
2. Scene of the Crime - 3:26
3. Too Many Friends - 3:34
4. Hold on to Me - 4:53
5. Rob the Bank - 3:36
6. A Million Little Pieces - 4:40
7. Exit Wounds - 5:47
8. Purify - 3:45
9. Begin the End - 5:58
10. Bosco - 6:38

## Bezetting
- Brian Molko – zang, gitaar, keyboard
- Stefan Olsdal – basgitaar, gitaar, piano, keyboard, cimbalom, achtergrondzang
- Steve Forrest – drums, percussie
- Bill Lloyd – keyboard, basgitaar
- Fiona Brice – strijkarrangementen
- Adam Noble – productie, mix
- Dick Beetham – mastering